# Cleora dodonaeae
Cleora dodonaeae là một loài bướm đêm trong họ Geometridae.